# Mount Cobbler
Mount Cobbler är ett berg i Australien. Det ligger i regionen Wangaratta och delstaten Victoria, omkring 170 kilometer nordost om delstatshuvudstaden Melbourne. Toppen på Mount Cobbler är 1 628 meter över havet, eller 360 meter över den omgivande terrängen. Bredden vid basen är 6,2 km.
Runt Mount Cobbler är det mycket glesbefolkat, med 2 invånare per kvadratkilometer.. Närmaste större samhälle är Mount Buller, omkring 18 kilometer sydväst om Mount Cobbler. 
I omgivningarna runt Mount Cobbler växer i huvudsak städsegrön lövskog. Genomsnittlig årsnederbörd är 1 506 millimeter. Den regnigaste månaden är juni, med i genomsnitt 191 mm nederbörd, och den torraste är januari, med 66 mm nederbörd.